# Michelle Pavão
Michelle Marinho Pavão est une joueuse brésilienne de volley-ball née le 31 octobre 1986 à Rio de Janeiro. Elle mesure 1,78 m et joue au poste de réceptionneuse-attaquante. Elle totalise 18 sélections en équipe du Brésil. Sa sœur jumelle Monique Marinho Pavão est également joueuse de volley-ball.

## Clubs
| Club                       | De        | À         |
| -------------------------- | --------- | --------- |
| Rio de Janeiro Volêi Clube | 2004-2005 | 2004-2005 |
| Macaé Sports               | 2005-2006 | 2006-2007 |
| Rio de Janeiro Volêi Clube | 2007-2008 | 2009-2010 |
| Minas Tênis Clube          | 2010-2011 | 2010-2011 |
| Sesi-SP                    | 2011-2012 | 2011-2012 |
| Praia Clube                | 2012-2013 | 2013-2014 |
| Brasília Vôlei             | 2014-2015 | 2014-2015 |
| Praia Clube                | 2015-2016 | 2016-2017 |
| Fluminense Football Club   | 2017-2018 | 2017-2018 |
| Praia Clube                | 2018-2019 | …         |

## Palmarès

### Équipe nationale
- Championnat d'Amérique du Sud  des moins de 20 ans
  - Vainqueur : 2004.
- Championnat du monde des moins de 20 ans
  - Vainqueur : 2005.
- Coupe panaméricaine
  - Finaliste : 2008.
- Grand Prix Mondial
  - Vainqueur : 2013.
- Championnat d'Amérique du Sud
  - Vainqueur : 2013.
- World Grand Champions Cup
  - Vainqueur : 2013.
- Jeux Panaméricains
  - Finaliste : 2015.

### Clubs
- Championnat du Brésil
  - Vainqueur : 2008, 2009.
  - Finaliste : 2005, 2010, 2016, 2019.
- Coupe du Brésil
  - Vainqueur : 2007.
  - Finaliste : 2016, 2019, 2020.
- Championnat sud-américain des clubs
  - Finaliste : 2009, 2017, 2019, 2020.
- Supercoupe du Brésil
  - Vainqueur : 2018, 2019.
  - Finaliste : 2016.